# Raspeće
Raspeće (Mt 27, 33-56; Mk 15, 22-41; Lk 23, 33-49; Iv 19, 17-37). Smrt Kristova na križu središnja je slika u kršćanskoj umjetnosti i vizualno žarište kršćanske kontemplacije. Značajke se slike mijenjaju od razdoblja do razdoblja odražavajući prevladavajuću klimu religiozne misli i osjećaja; izražavajući nauk (doktrinu) s pomoću simbola i alegorije, kao u srednjovjekovnoj umjetnosti; ili, kao u slikarstvu protureformacije, služeći naprosto kao sredstvo pobožnosti, kad se prikazuje jedino osamljeni lik na križu; ili, opet pripovijedajući evanđeosku pripovijest na platnu prepunom ljudi, kao na djelima talijanskih renesansnih umjetnika. 

## Povijest
Rana je Crkva izbjegavala tu temu. U doba kad je kršćanstvo pod Rimljanima bilo proskribirana vjera, raspeće se prikazivalo simbolički s pomoću Jaganjca Krista suprotstavljena križu. Čak i nakon doba Konstantina Velikoga, kad je kršćanima već bilo dopušteno da se predaju vjeri bez prepreka, križ se još prikazivao bez Kristova lika. Slika raspeća (raspinjanja) kakvu mi poznajemo susreće se prvi put u 6.st., ali je rijetka sve do karolinškoga razdoblja, kad su se prikazi množili u bjelokosti, kovini i u rukopisima. U tom se razdoblju redovno susreću i drugi likovi iz Evanđelja koji će postati trajna značajka raspeća: Djevica Marija i sv.Ivan Evanđelist, centurion (satnik) i spužvonoša, dva lupeža, vojnici koji bacaju kocke. U to se doba na obje strane križa susreću simboličko sunce i mjesec, te alegorijske figure koje predstavljaju Crkvu i Sinagogu; ovih je posljednjih karakteristika nestalo u ranoj renesansi. Mnogo je stoljeća Zapad, pod bizantskim utjecajem, prikazivao Krista živa i otvorenih očiju, pobjedničkoga Spasitelja s kraljevskom krunom. U 11.st. javlja se nov tip, iscrpljeni lik glave prignute na rame, a poslije i s trnovom krunom (vijencem). Otad je ta verzija prevladavala u zapadnoj umjetnosti.
Neke se značajke raspeća prisno naslanjaju na kršćanski nauk. Žrtvujući se na križu, Krist je označio mogućnost čovječjega iskupljenja, dakle izbavljenja od Adamova istočnoga grijeha koji baštini sav ljudski rod. Srednjovjekovni su se pisci latili posla da uspostave "povijesne" veze između Pada i raspeća, tvrdeći, npr., da je križ bio načinjen od samoga Drveta spoznanja u Edenskom vrtu (ili od kojega iz njegova sjemena) (v. Križ (kršćanstvo)), i da je Adamov grob bio upravo na mjestu raspeća. Mrtvačka glava koja se redovno vidi na podnožju križa aludira, zato, ne samo na Golgotu (što znači "Lubanja"), nego prikazuje upravo Adamovu lubanju. Štoviše, za Kristovu se krv, prolivenu na križu, isprva smatralo da ima iskupiteljsku moć, a to je shvaćanje utjelovljeno u sakramentu pričesti. Stoga se uobičajilo da se liptanje krvi iz rane pod Kristovim rebrima hvata u kalež, euharistijsku posudu. Ovako ili onako, slika je raspeća služila kao podsjetnik na Kristovo naučavanje. 
Sama je tema kao stvorena za simetričnu obradu, pa se javlja izrazita težnja da se likovi uzimaju u parovima, tako da sa svake strane križa jedan bude protuteža drugome, npr. Blažena Djevica i sv.Ivan. Valja zapaziti i moralno razlučivanje desne i lijeve strane: dobri su Spasitelju zdesna, a zli slijeva, kao u rasporedu lupeža koji se kaje i onoga koji se ne kaje, ili dviju žena koje simboliziraju Crkvu i Sinagogu.

## Križ i Kristov lik
(a) Križ. U rimsko se doba raspinjanje primjenjivalo na osuđenike na smrt, a pogađalo je najteže zločince i robove. Vjerojatno se izvršavalo na prilično različit način od onoga na koji nas je umjetnost navikla. Na gubilištu bi u tlo već bio poboden stup (stipes), i to tako da bi se mogao upotrijebiti više odjedanput. Osuđenik bi bio doveden na to mjesto noseći samo vodoravni dio (patibul) za koji su mu bile svezane ruke kako se ne bi mogao opirati. Po dolasku, ruke bi mu (ili zapešća) bili pribijeni čavlima za krajeve prečke, koja bi onda bila podignuta na stup. Ili bi bila položena preko vrha stupa, te bi tvorila slovo T, po čemu se zove tau-križ (po nazivu za grčko slovo T) ili crux commissa; ili bi pak bila postavljena nešto niže, tvoreći poznatu crux immissa, ili obični križ. U oba su slučaja dijelovi bili osigurani čepnicom (spojnim klinom) ili sipom. Najposlije bi za uspravni stup bile prikovane noge. Oslonac za noge, ui suppedaneum, izum je srednjovjekovnih umjetnika. Premda se uobičajilo da se dva lupeža ili razbojnika prikazuju privezani za križ, vjerojatno je pribijanje bilo općenito. U umjetnosti do 13.st. bila su obično četiri čavla (po jedan za svaku nogu), ali se otad, s nekim iznimkama, javljaju tri (noge su pribijene jedna preko druge). U Evanđeljima Kristove čavle spominje samo nevjerni Toma (Iv 20,25). Čavala kao svetih r ima više od dvadeset. U starini bi se natpis (titulus) na kojem je stajala krivnja vješao osuđenik oko vrata kad bi ga poveli na stratište, a potom h-bio pričvršćen na vrhu križa. Ivan (19,10-20) kazuje kako je Pilat napis ' natpis i stavio ga na križ; stajalo je: Isus Nazarećanin, kralj židovski na hebrejskom, latinskom i grčkom. U renesansnoj umjetnosti stavljan je natpis samo na latinskom: Iesus Nazarenus Rex Iudaeorum, skraćeno kao INRI; u slikarstvu protureformacije može se vidjeti čitav, na sva tri jezika U 13.st. križ katkad zadobiva oblik živoga drveta (lignum vitae), pa se on prigodice, javlja i u kasnijim razdobljima. To je bilo Stablo ili Drvo spoznanja, koje je, po Bonaventuri (iz čijih je spisa i izveden taj motiv) opet oživjelo snagom Spasiteljeve krvi, što je bio drugi način da se izrazi povezanost Pada i raspeća, (b) Kristov lik. Kao što smo vidjeli, umjetnici renesanse i kasnijih vremena prikazivali su Krista mrtva na križu. Glava mu pada na rame, općenito na desno. (Ivan 19,30 veli: naklonivši glavu preda duh.) Trnova se kruna češće prikazuje od 13.st., otkako se Ljudevit IX (Louis), francuski kralj, vratio iz križarskoga rata s Bliskoga istoka donoseći svete relikvije. Do protureformacije obično se izostavljala. Srednjovjekovna je Crkva raspravljala o tome da li je Krist na križu bio gol, premda su osuđenici u rimsko doba općenito bili. U najranijim primjerima, na Istoku, nosi dugu haljinu bez rukava; ponegdje ima tanak komad tkanine oko pasa i među nogama, subligaculum ('pregača')- Oboje bi, povijesno, moglo biti ispravno. Ipak, nema potvrde za onu poznatu tkaninu oko bokova, perizomu (perizonium), izum umjetnika u ranom srednjem vijeku.

## Osobe oko križa

### Dva zločinca
Sva četiri Evanđelja izvješćuju da su dva zločinca ili lupeža razapeta s Kristom, njemu sa svake strane. Luka dodaje da je jedan prekorio drugoga veleći da primaju što su djelima zaslužili, a on ništa opako ne učini:... danas ćeš biti sa mnom u raju (Lk 23, 43). (Da bi se ispunilo to obećanje, našao se među onima što ih je Krist izbavio na svom silasku u Limb.) Umjetnost je, povodeći se za Lukom, razlikovala pokajanog i nepokajanog zločinca. Dobri je Kristu zdesna (na "dobroj' strani); izraz mu je skladan i spokojan, dok je drugi tjeskoban. Dušu dobroga odnose anđeli; dušu zloga vragovi. Bizantski priručnik za slikare veli: zločinac zdesna, sjedokos čovjek okrugle brade; onaj slijeva, mlad i bezbrad, ali se toga nipošto nisu držali na Zapadu. Rana je talijanska renesansa težila tome da slijedi bizantsku praksu da zločince prikazuje razapete na isti način na koji je bio pribijen i Krist, premda su s prilagođavali srednjovjekovnom običaju da veličina lika bude u skladu s njegovom svetošću, pa su ih pravili manjima od Spasitelja. Ali da bi se oni razgovijetno razlikovali od njega, na Zapadu je postao općenit običaj da s prikazuju kao svezani, a ne pribijeni čavlima. Dapače, njihovi su križ za razliku od Kristova, dobili oblik slova T (era commissa), zbog knzn prečke o kojoj su se držali na pazusima. Prigodice su im povezane oci.lv pripovijeda kako su vojnici zločincima slomili noge (prebili golijeni) da ubrzali njihovu smrt. Mogu se vidjeti dok to čine; ili se zločinci prikazuju kako krvare iz rana na nogama; taj se motiv sreće, uglavnom, u njemačkom slikarstvu 15.st. Imena po kojima su najšire poznati, Dizma i gestas (dobri i zli), uzeta su iz apokrifnog Nikodemova evanđelja.

### Kopljonoša i spužvonoša
Kada dođoše do Isusa i vidješe da je već umro neprebiše mu golijeni; nego mu jedan od vojnika kopljem probode rebra, i odmah poteče krv i voda. (Iv 19, 34) Vojnik je okružen mnogim legendama i domišljajima. Prozvan je Longinom, po grčkoj riječi za koplje  , te su ga uzeli poistovećivati s centurionom (sat-nikom) u sinoptičkim Evanđeljima (Ivan ga ne spominje) koji je uskliknuo (Mt 27, 54; Mk 15, 39; Lk 23, 47): Uistinu, Sin Božji bijaše ovaj. Zlatna legenda kazuje daje Longin bio izliječen od sljepila krvlju iz Kristovih rana i da je poslije kršten i pretrpio mučeničku smrt. Proglašen je za sveca. Umjetnici ih obično slikaju razdvojene, prikazujući vojnika kako probada Kristova rebra i centuriona (satnika) u oklopu, možda na konju, s izrazom čuđenja na licu. Kopljonošino se sljepilo može označiti čovjekom koji mu stoji postrance i vodi ga za ruku.
Sva četiri Evanđelja spominju da je spužva, namočena u octu, bila nataknuta na (izopovu) trsku i ponuđena Kristu malo prije negoli je umro. Legenda je spužvonoši nadjenula ime Stefaton, a srednjovjekovna ga umjetnost redovno prikazuje u paru s Longinom. Njih dvojica, stojeći simetrično sa svake strane križa i držeći tanke motke, simboliziraju Crkvu i Sinagogu, pri čemu Longin, predstavljajući Crkvu, stoji zdesna. Spužvonoša je u renesansnoj umjetnosti postao ponešto rijedak, ali se sama spužva često može vidjeti među vojničkim oružjem.

### Vojnici bacaju kocku
Ova se tema prilično često javlja u svim epohama kršćanske umjetnosti. Ivanov (19, 23-24) izvještaj, kao najpotpuniji, slijede svi. Propevši Krista, vojnici razdijeliše njegovu odjeću na Četiri dijela, svakom vojniku po dio. O donjoj haljini, otkanoj u jednom komadu, kažu: Ne derimoje nego bacimo za nju kocku, pa komu dopadne ... (Iv 19, 24). Vide se ili na podnožju križa ili u kutu slike. Jedan baca kocku, dok drugi motri. Ponekad se i svađaju među sobom, u jednog je isukan nož kojim tek što nije isjekao tkaninu, dok ih drugi pokušava izmiriti. Broj je vojnika različit, a mogu biti i samo trojica.

### Djevica Marija i sv.Ivan stoje uz križ
Taj je vrlo uobičajeni prizor pri raspeću imao svrhu da vizualno izrazi ulomak iz Ivanova Evanđelja (19,26-27) u kojem Krist, još živ, povjerava Blaženu Djevicu brizi apostola Ivana: Kad Isus vidje majku i kraj nje učenika koga je ljubio, reče majci: Ženo! Evo ti sina! Zatim reče učeniku: Evo ti majke! I od toga časa uze je učenik k sebi. Obrazac je nastao u 9.st., u umjetnosti karolinške renesanse. Ujevica stoji Kristu zdesna, sv.Ivan slijeva. Glave su im prignute. Ona može podići lijevu ruku do obraza, pridržavajući lakat drugom: to je tradicionalna gesta žalosti koja potječe iz helenističkih vremena. Krist je ziv, u skladu s evanđeoskim izvješćem i s prevladavajućom umjetničkom konvencijom. Poslije, kad živi, trijumfalni, lik na križu bude zamijenjen brtvim Kristom, s ranom među rebrima (ili na boku), i dvije će figure dolje iskazivati bol na naturalističan način, pa će se tako izgubiti strogi smisao Evanđelja. U 15.st. javila se težnja da u temi prevlada Djevičino onesvješćivanje 

### Djevica se onesvješćuje; svete žene
Ovom događaju, omiljenom među renesansnim umjetnicima, nema biblijske potkrepe. On je ostvarenje kasnijih srednjovjekovnih redovnika propovjednika i mističkih pisaca. Baveći se žalostima Djevice Marije, prirodno su došli na pomisao da su je tjeskobna zbivanja Muke obrvala. Govorilo se da se triput onesvijestila na putu na Kalvariju, pri raspinjanju (raspeću) i nakon snimanja (skidanja) s križa. Lik iz srednjovjekovne umjetnosti koji je bol podnosio uspr no i stoički postepeno se mijenjao. U ranijim je primjerima još na nogama ali je rukama pridržavaju svete žene i sv.Ivan; u 15. st. pada na zemlji. Taj je motiv izričito osuđen na Tridentskom saboru (koncilu), koji je unuf umjetnike na Ivanove riječi (19, 25): Uz križ Isusov stajahu rnaik njegova, zatim sestra njegove majke... itd. U skladu s tim, prizor se rijetk vidi nakon druge polovice 16.st.
Svete žene, druge Djevičine, spominju svi evanđelisti, ali je teško pomiriti njihove različite opise. O onoj se Mariji koju Ivan zove (ženom) Kleofinom govorilo da je istovetna s Marijom koju Matej i Marko zovu majkom Jakovljevom i Josipovom. Isto se tako Saloma koju spominje Marko smatrala istovetnom s osobom što je Matej zove majkom sinova Zebedejevik. Njih su dvije i Marija Magdalena općenito poznate kao Tri Marije. U umjetnosti im broj varira, ali ih je najčešće tri ili četiri. Po liku se ne razlikuju sasvim razgovijetno, osim Marije Magdalene koja, u umjetnosti rane renesanse, nosi crveno.

### Marija Magdalena
Sve se do renesanse Marija iz Magdale nije razlikovala od drugih svetih žena. Kako je već spomenuto, u ranijim se djelima može raspoznati po crvenom ogrtaču (plastu), među onima što pridržavaju Djevicu dok se onesvješćuje, ali se u cijeloj umjetnosti renesanse i protureformacije prikazuje u svojoj ulozi kao izdvojen lik, često raskošno odjevena i s uobičajenom bujnom kosom, dok kleči na podnožju križa, ili dokle ga grli sa strasnom boli. Može ljubiti krvave noge ili ih brisati kosom, pretvarajući tako epizodu u kući Simuna farizeja (Lk 7, 36 i dalje) u prefigurativni čin. Čak se vidi kako ustima hvata kapljice krvi, što je još jedno podsjećanje na Euharistiju.

### Sveci i darovatelji
Otprilike od sredine 15.st. može se susresti oblik raspeća u kojem su sveci, bez obzira na doba kad su živjeli, okupljaju zajednički oko križa, na isti način kao u Sacra conversazione, koja se javila približno u isto vrijeme. Takva se pobožna obrada teme nalazi pretežno u talijanskoj umjetnosti. Sveci, koji se mogu razaznavati po uobičajenim atributima, mogu biti patroni (zaštitnici) grada i crkve, osnivači reda za koji se djelo izvodilo; zato se često mogu vidje i Franjo Asiški, Dominik i Augustin (s Marijom). Podjednako su u običaju Jeronim i Katarina Aleksandrijska, možda kao zaštitnici učenosti. Sebastijan i Rok, zaštitnici od kuge, često su u društvu darovatelja (donatora) koji kleči, čime se označuje da je djelo zavjetni dar crkvi, kao znak zahvalnosti za bolest koju je darovatelj izbjegao. Ivan Krstitelj može biti nazočan ili kao jedan od svetaca zaštitnika ili, zbog položaja u obrascu kršćanskoga vjerovanja, kao prorok Kristova božanstva i kupiteljske žrtve. (Evo Jaganjca Božjega koji odnosi grijeh svijeta. Iv 1, 29). Blažena Djevica i sv. Ivan apostol gotovo se uvijek mogu vidjeti kako stoje otraga.

## Simboli i alegorijski likovi

### Lubanja i zmija
Već je spomenuta Adamova važnost za raspeće zbog nauka o Otkupljenju, pa otud i pojava njegove lubanje na podnožju križa. Prvi se put susreće u 9.st. i otad se javlja posvuda u kršćanskoj umjetnosti. Lubanja je često poprskana krvlju koja kaplje iz Spasiteljeva tijela. To simboličko očišćenje od Adamova grijeha osobita je značajka umjetnosti protureformacije. U istome razdoblju, lubanja može biti prikazana i izokrenuto, kao da je kalež, te je u njoj krv. Zmija s jabukom u ustima, blizu lubanje, još je jedna aluzija na Čovjekov pad.

### Rana i kalež
Osobito značenje što se pridavalo rani među Isusovim rebrima i mnogo simbolizma kojim je bila okružena potječe ponajprije od sv.Augustina. Krv i vodu koja je, po Ivanu, potekla iz rane on je shvaćao kao da predstavljaju Euharistiju i Krštenje. Upravo kao što je Eva bila načinjena od Adamova rebra, tako su i dva glavna kršćanska sakramenta potekla između rebara Krista, toga "Novog Adama"; tako je dakle i Crkva, "Nevjesta Gospodnja", bila rođena iz rane. U kasnijem se srednjem vijeku lik Adamov, možda kako izlazi iz groba, vidi ispod križa gdje drži kalež u koji hvata otkupiteljsku krv. Od 14.st. jedan anđeo ili više njih, svi s kaležom, na sličan su način zaposleni lebdeći uz križ, svaki uz jednu od rana. Kalež kadšto stoji na podnožju križa kao podsjećanje na temu. Rana je općenito na desnoj ("dobroj") strani tijela, i, opet po Augustinu, to je strana "vječnoga života". Početkom 17.st. taj je simbolizam bio zaboravljen, i rana se susreće na obje strane.

### Sunce i mjesec
Sunce i mjesec, jedan sjedne, drugi s druge strane križa, redovna su značajka srednjovjekovnih raspeća. Održali su se do rane renesanse, ali se rijetko susreću nakon 15.st. Podrijetlo im je vrlo staro. Bio je običaj da se sunce i mjesec prikazuju na slikama poganskih sunčanih bogova Perzije i Grčke, a ta je praksa bila prenesena sve do rimskoga doba na novcu s likovima careva. Čini se da se u prvobitnu kršćansku umjetnost probila preko svetkovanja Božića koje je zamijenilo dotadašnju pogansku proslavu preporođenja sunca. Davno prije prvih prikaza raspeća, sunce i mjesec pojavili su se u kršćanskim temama: Krštenju, Dobrom Pastiru, Kristu u Slavi. Kad je umjetnost počela prikazivati Krista na križu, vidjelo se da je njihova prikladnost već uspostavljena u Bibliji i kod teologa. Sinoptici vele da je od šeste ure nastala tama po svoj zemlji - sve do ure devete, jer sunce pomrča. Pomrčina može biti naprosto znak da su se nebesa ražalostila zbog Spasiteljeve smrti; ali su, u specifičnijem smislu, po Augustinu, sunce i mjesec simbolizirali prefigurativni odnos dvaju Zavjeta: Stari se (mjesec) mogao razumjeti samo s pomoću svjetlosti što je na nj lijeva Novi (sunce).  U srednjovjekovnim primjerima sunce i mjesec mogu biti prikazani u klasičnim oblicima: sunce kao muški lik koji vozi četveropreg (quadriga); mjesec kao žensko koje voze volovi, od kojih je svaki u disku. Ili je sunce naprosto muško poprsje u blistavom halou, a mjesec žensko poprsje s Dijaninim polumjesecom. Poslije su svedeni na dva ravna diska, pri čemu mjesec ima Polumjesec u krugu, a mogu ga nositi anđeli. Sunce se javlja Kristu zdesna, Mjesec slijeva.

### Crkva i Sinagoga
Dvije alegorijske figure sa svake strane križa predstavljajući Crkvu i Sinagogu, pripadaju striktno srednjem vijeku ovamo su dodane kao drugi primjer "moralne simetrije" raspeća. Matej (27, 51) kazuje da se, u času Kristove smrti, zavjesa hramska razdri odozgor dodolje nadvoje. To je, po mišljenju kršćanskih komentatora označilo svršetak Staroga Zakona i početak vladavine Novoga - trijumf Crkve nad Sinagogom. One se prikazuju kao potpuno odjeveni ženski likovi. Crkva je, na desnoj strani križa, okrunjena i drži kalež u koji hvata Spasiteljevu krv. Sinagoga, na lijevoj strani, povezanih je očiju, a kruna joj pada s pognute glave. Ploče Zakona mogu joj na sličan način padati iz ruku. Likovi se prvi put naširoko javljaju u karolinškoj renesansi, a mogu se naći i poslije na skulpturama i na vitražima katedrala 12. i 13.st

### Pelikan
Legenda kaže kako pelikan hrani mladunčad krvlju pošto sebi kljunom probije grudi. Najraniji bestijarij, anonimnoga Fiziologa, veli da ženka davi piliće pretjeranom ljubavlju, ali ih mužjak, vrativši se oživljava probijajući sebi prsi i lijevajući krv po njima. Ta se slika u renesansi uzimala kao simbol Ljubavi prema bližnjemu, ali i kao prikladno shvaćanje prolijevanja Kristove krvi radi spasa ljudskoga roda. Dante (Raj 25,112) govori o apostolu Ivanu: To je onaj koji je počivao na prsima našega Pelikana Isusa. Ptica se katkad vidi kako sjedi, ili je u gnijezdu s mladunčadi na vrhu križa.

## Raspelo kao atribut u drugim temama
Raspelo, obično s lubanjom, atribut je Karla Boromejskoga; Franje Asiškoga; Marije Magdalene kao pokajnice; Petra mučenika (sa sjekiricom u glavi). Ono je i atribut isusovca Franje Ksaverskoga; kad je omotano ljiljanima: Nikole Tolentinskoga; Skolastike (s golubom); s Kristom nagnute glave: Ivana Gvalberta. Raspelo među jelenskim rogovima ukazalo se Eustahiju (vojniku) i Hubertu. Pustinjak koji se moli pred raspelom obično je Jeronim. Bonaventura (franjevac) u ćeliji pokazuje raspelo Tomi Akvinskome (dominikancu).